# Forteresse de Kelefa
La forteresse de Kelefa (grec moderne : Κάστρο Κελεφάς, Kástro Kelefás) est une ancienne forteresse turque du Magne-Oriental, dans le district régional de Laconie, en Grèce

## Histoire
Les Turcs ont construit la citadelle en 1670 pour asseoir leur domination sur le Magne et protéger le port d'Ítylo.
Elle tomba aux mains des Vénitiens menés par Francesco Morosini le 25 septembre 1685, pendant la guerre de Morée. Reconquise par les Turcs en 1715, elle fut alors abandonnée.
Le site a été proposé comme candidat possible pour celui du château du Grand Magne construit par Guillaume II de Villehardouin.

## Description
La forteresse, de forme rectangulaire, occupe une surface de 5 hectares.